# Phylloscopus budongoensis
Phylloscopus budongoensis е вид птица от семейство Phylloscopidae.

## Разпространение
Видът е разпространен в Габон, Екваториална Гвинея, Камерун, Демократична република Конго, Република Конго, Кения и Уганда.